# Idionyx thailandica
Idionyx thailandica är en trollsländeart som beskrevs av Hämäläinen 1985. Idionyx thailandica ingår i släktet Idionyx och familjen skimmertrollsländor. IUCN kategoriserar arten globalt som livskraftig. Inga underarter finns listade i Catalogue of Life.